# Ricardo de la Espriella
Pour les articles homonymes, voir Toral.
Ricardo de la Espriella Toral, né le 5 septembre 1934, est un homme d'État panaméen, président de la république du Panama du 31 juillet 1982 au 13 février 1984.